# Tryggve Angel
Gustaf Tryggve Angel, född den 29 oktober 1921 i Uppsala, död den 18 juli 2012 i Stockholm, var en svensk ingenjör. Han var son till Gösta Angel.
Angel blev bergsingenjör efter studier vid Kungliga Tekniska högskolan 1946, bedrev studier vid Massachusetts Institute of Technology i Cambridge i Förenta staterna 1950–1951 och avlade teknologie licentiatexamen 1958. Han var laboratorieingenjör vid Avesta jernverk 1946–1950 och vid Sandviks forskningsavdelning 1951–1959. Angel var försäljningschef 1960–1963, direktör inom Gränges 1963–1986, verkställande direktör för Gränges International Mining 1963–1983, ordförande i Lamco 1963–1983, styrelseordförande i Gränges Incorporated i Vancouver i Kanada 1984–1995 och styrelseledamot i Svenskt Stål 1983–1986.